# فریدر (شاهرود)
فریدر یک روستا در ایران است که در دهستان خوارتوران شهرستان شاهرود واقع شده است. فریدر ۶۱ نفر جمعیت دارد.

## جستارهای
- فهرست شهرهای ایران